# CSI: Miami (televisieserie)
CSI: Miami is een Amerikaanse televisieserie over een forensisch onderzoeksteam in Miami. De serie is een spin-off van de televisieserie CSI: Crime Scene Investigation. CSI: Miami werd in 2002 gestart en geproduceerd door CBS.
Net zoals de andere CSI's werd CSI: Miami gemaakt door Anthony E. Zuiker, ditmaal geholpen door Ann Donahue en Carol Mendelsohn. De serie was naast in Amerika ook in tientallen andere landen op tv, waaronder in Nederland en België. In Nederland wordt de serie uitgezonden op RTL 8 en in Vlaanderen op  STAR Channel. De serie werd wereldwijd gedistribueerd door Alliance Atlantis.
De ondertitel van CSI: Miami is 'A city to die for'. De titelsong van deze serie is Won't Get Fooled Again van The Who.
Op 13 mei 2012 werd de serie na tien seizoenen door CBS stopgezet.

## Verhaal
CSI: Miami volgt dezelfde opzet als andere CSI-series. Centraal staat een team van deskundigen dat probeert moorden en andere misdrijven op te lossen aan de hand van forensisch bewijs. CSI: Miami richtte zich aanvankelijk vaak op één enkele zaak per aflevering. In latere seizoenen werden dat meestal twee zaken per aflevering.

## Productie
CSI: Miami wordt voornamelijk opgenomen in de Verenigde Staten. Opnames op locatie vinden plaats in Florida, terwijl binnenopnames worden gefilmd in Raleigh Manhattan Studios in Manhattan Beach, Californië. Sommige buitenscènes, met name die op stranden, worden gefilmd op Long Beach. Tevens is het Napelsdistrict van Manhattan Beach een veelgebruikte filmlocatie, omdat de omgeving daar sterk lijkt op die van het echte Miami.
Het gebouw dat in de serie moet doorgaan voor het lab van de CSI is eigenlijk het Federal Aviation Administration Federal Credit Union hoofdkwartier in Hawthorne.
CSI: Miami staat bekend om zijn montage. De beelden worden nauwkeurig geschoten en de montage gebeurt met de grootst mogelijke precisie. Vaak wordt er gebruikgemaakt van allerlei stock footage uit de stad Miami. Zo komen speedboten, snelwegen, jet-ski's en helikopters vaak voor. Het generieke beeld is door de seizoenen heen nauwelijks veranderd.
Ook wordt vaak gebruikgemaakt van popmuziek. Zo zijn onder meer Kings of Leon, Franz Ferdinand en de Foo Fighters aan bod gekomen.

## Acteurs
| Naam                               | Gespeeld door       | Functie                                    | Seizoen  | Seizoen  | Seizoen  | Seizoen  | Seizoen  | Seizoen  | Seizoen  | Seizoen  | Seizoen  | Seizoen  |
| Naam                               | Gespeeld door       | Functie                                    | 01       | 02       | 03       | 04       | 05       | 06       | 07       | 08       | 09       | 10       |
| ---------------------------------- | ------------------- | ------------------------------------------ | -------- | -------- | -------- | -------- | -------- | -------- | -------- | -------- | -------- | -------- |
| Horatio Caine                      | David Caruso        | CSI Level 3 Luitenant                      | Hoofdrol | Hoofdrol | Hoofdrol | Hoofdrol | Hoofdrol | Hoofdrol | Hoofdrol | Hoofdrol | Hoofdrol | Hoofdrol |
| Calleigh Duquesne                  | Emily Procter       | CSI Level 3 Asst. Supervisor               | Hoofdrol | Hoofdrol | Hoofdrol | Hoofdrol | Hoofdrol | Hoofdrol | Hoofdrol | Hoofdrol | Hoofdrol | Hoofdrol |
| Eric Delko                         | Adam Rodriguez      | CSI Level 3                                | Hoofdrol | Hoofdrol | Hoofdrol | Hoofdrol | Hoofdrol | Hoofdrol | Hoofdrol | Bijrol   | Hoofdrol | Hoofdrol |
| Ryan Wolfe                         | Jonathan Togo       | CSI Level 3                                |          |          | Hoofdrol | Hoofdrol | Hoofdrol | Hoofdrol | Hoofdrol | Hoofdrol | Hoofdrol | Hoofdrol |
| Frank Tripp                        | Rex Linn            | MDPD Robbery/Homicide Detective (sergeant) | Bijrol   | Bijrol   | Bijrol   | Bijrol   | Hoofdrol | Hoofdrol | Hoofdrol | Hoofdrol | Hoofdrol | Hoofdrol |
| Natalia Boa Vista                  | Eva LaRue           | CSI Level 1                                |          |          |          | Bijrol   | Hoofdrol | Hoofdrol | Hoofdrol | Hoofdrol | Hoofdrol | Hoofdrol |
| Walter Simmons                     | Omar Benson Miller  | CSI Level 1                                |          |          |          |          |          |          |          | Hoofdrol | Hoofdrol | Hoofdrol |
| Lt. Megan Donner                   | Kim Delaney         | CSI Level 3 Asst. Supervisor               | Hoofdrol |          |          |          |          |          |          |          |          |          |
| Det. Timothy (Tim) Speedle (Speed) | Rory Cochrane       | CSI Level 3                                | Hoofdrol | Hoofdrol | Hoofdrol |          |          | Gastrol  |          |          |          |          |
| Det. Yelina Salas                  | Sofia Milos         | MDPD Robbery/Homicide Detective            | Bijrol   | Bijrol   | Hoofdrol |          | Gastrol  | Gastrol  | Gastrol  |          |          |          |
| Dr. Alexx Woods                    | Khandi Alexander    | Medical Examiner                           | Hoofdrol | Hoofdrol | Hoofdrol | Hoofdrol | Hoofdrol | Hoofdrol | Gastrol  | Gastrol  |          |          |
| Dr. Tara Price                     | Megalyn Echikunwoke | Medical Examiner                           |          |          |          |          |          |          | Hoofdrol |          |          |          |
| Jesse Cardoza                      | Eddie Cibrian       | CSI Level 2                                |          |          |          |          |          |          |          | Hoofdrol | Gastrol  |          |

## Personages

### Hoofdpersonen

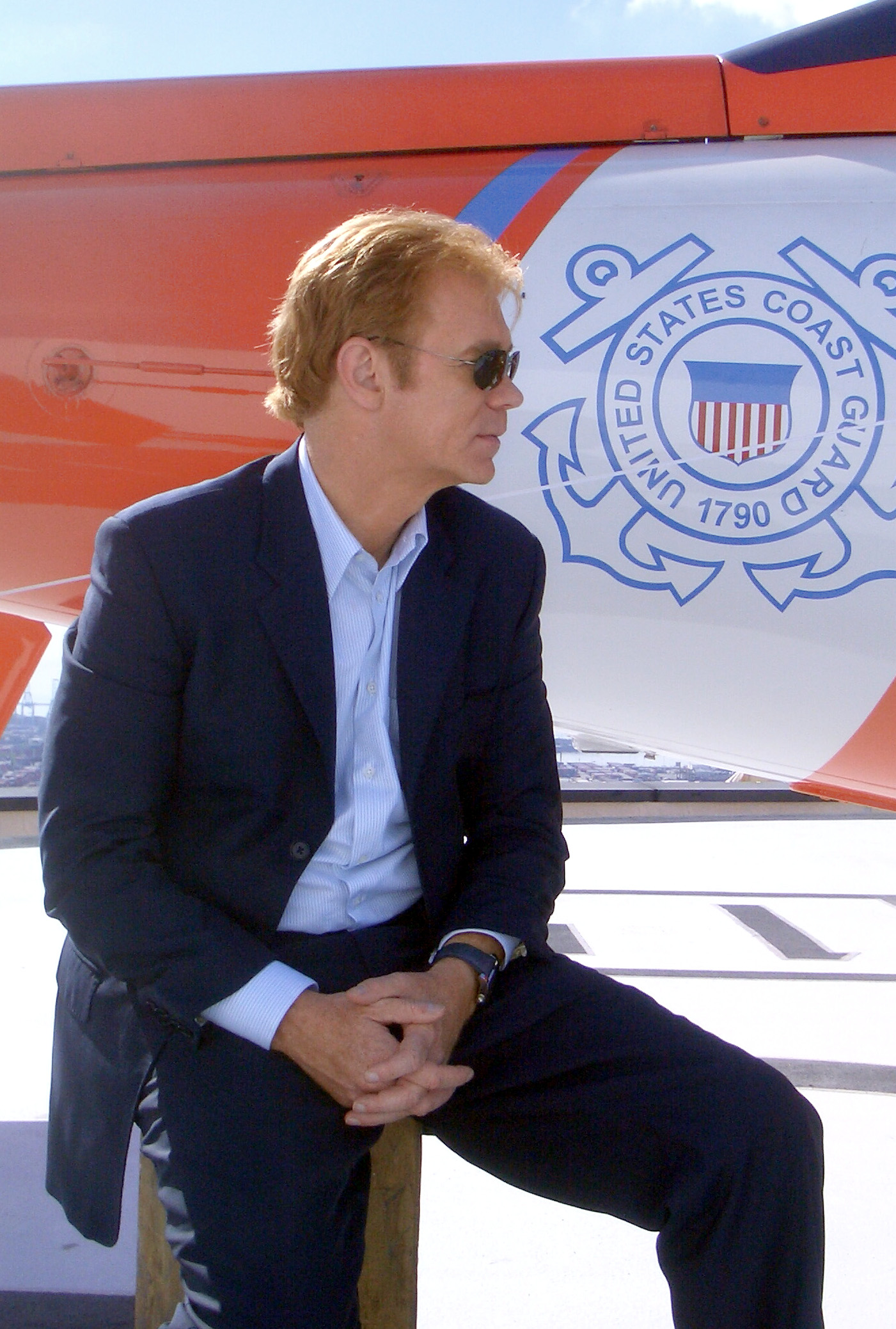
David Caruso als CSI-Hoofdinspecteur-luitenant Horatio Caine

- Miami Dade CSI-Hoofdinspecteur-luitenant Horatio Caine, gespeeld door David Caruso. Het hoofd van het Miami-Dade County misdaadlab. Hij is een forensisch analist en voormalige explosievenopruimingsdienst officier. In seizoen 1 en 2 onthulde hij alles te hebben geleerd van zijn mentor, Al Humphreys (gespeeld door Lou Beatty, Jr.), die omkwam bij een poging een bom te ontmantelen.
- Miami Dade CSI Level 3 Detective Calleigh Duquesne, gespeeld door Emily Procter. Een ballistisch specialist. Haar vader is een alcoholistische advocaat die al geregeld heeft geprobeerd van zijn verslaving af te komen. Ze had een korte relatie met John Hagen in seizoen 2. Aan het begin van seizoen 5 had ze korte tijd de leiding over het lab, wegens Horatio zijn afwezigheid. Ze had ook een tijdje een relatie met Jake Berkely maar hij verdween. Later werd bekend dat hij undercover was gegaan, maar voor Calleigh was de kous af. Later in seizoen 6 wordt ze verliefd op Collega Eric Delko.
- Miami Dade CSI Level 3 Detective Eric Delko, gespeeld door Adam Rodriguez. Een vingerafdrukken- en drugsidentificatie-expert van Cubaanse en Russische afkomst. Tevens is hij gespecialiseerd in auto's, autobanden en hun afdrukken. Hij werd zelf echter ook een keer gearresteerd voor drugsgebruik, maar bleek, dat hij zijn zus Marisol bijstond, toen zij marihuana rookte als pijnstiller voor haar leukemie. Hij is tevens de expert voor het zoeken naar bewijs onder water. Hij heeft een kortstondige relatie gehad met Natalia Boa Vista. Op het einde van seizoen 7 wordt hij neergeschoten door de onwetende collega Calleigh. Begin seizoen 8 verlaat hij de reeks. Maar in dat seizoen komt hij wel heel vaak terug in een gastrol. Vanaf seizoen 9 wordt hij weer een vast personage.
- Miami Dade CSI Level 3 Detective Ryan Wolfe, gespeeld door Jonathan Togo. Ryan werkte als politieagent toen hij werd ingehuurd door Horatio, die opmerkte dat Ryan zijn vuurwapen altijd schoon hield (zijn voorganger, Speedle, stierf omdat hij niet goed met een vuurwapen kon omgaan). Zijn eerste optreden in de serie was in de aflevering "Under the Influence". Hij werd pas een vast acteur in "Hell Night". Ryan werd ontslagen vanwege een gokschuld. Toen hij werd ontslagen zei Horatio Caine tegen hem dat hij wil dat Wolfe er alles aan gaat doen om zijn vertrouwen terug te krijgen en dan weer mag komen werken in zijn team. Na zijn ontslag begon Wolfe te werken bij de lokale televisie als forensisch deskundige,maar daar stopt Ryan al snel mee en dan gaat hij werken op de schietbaan. Ryan werd weer aangenomen als CSI in de aflevering 'Sun Block'(seizoen 6), nadat hij het vertrouwen van Horatio heeft teruggewonnen.
- Miami Dade Moordzaken Detective Francis 'Frank' Tripp, gespeeld door Rex Linn. Frank is een Texaanse moordzaken detective die het team geregeld vergezelt naar een plaats delict. Hoewel hij niet veel kennis heeft van forensisch onderzoek heeft hij bewondering voor de vaardigheden van de CSI’s. Hij heeft een goede werkrelatie met de CSI’s, vooral met Calleigh. Hij is eens betrokken geweest in een zaak, doordat zijn vrouw hem liet schaduwen door een privédetective. Hij was eerst een irregulier terugkerend personage, maar sinds seizoen 5 een vaste kracht.
- Miami Dade CSI Level 1 Trainee Natalia Boa Vista, gespeeld door Eva LaRue. Een nieuwe DNA-analist die voor de FBI alleen nog aan oude onopgeloste zaken mag werken. Zij en Delko hadden tijdelijk een relatie. Ze is ontsnapt aan een gewelddadig huwelijk voordat ze bij de crew kwam. Haar ervaring met mishandelde vrouwen hielp het team bij het oplossen van een moord op een vrouw. Aan het eind van seizoen 4 scheen zij de mol in het lab te zijn, maar de negatieve informatie over het lab kwam echter naar buiten via State Attorney Monica West. Boa Vista rapporteerde enkel goede dingen over het lab. Haar Ex-Man Nick Stanton verschijnt ook nog als cleaning-guy. Waar zij de dag voor hij wordt vermoord het bed mee deelt. Sinds seizoen 5 is ze veldstagiair en lid van de hoofdcast.

### Voormalige personages
- Miami Dade CSI Level 2 Jesse Cardoza, gespeeld door Eddie Cibrian. Jesse Cardoza is een nieuwe CSI agent die het team vanaf seizoen 8 komt versterken nadat Eric Delko het team heeft verlaten. Cardoza is een level 2 CSI Agent en staat daarmee onder o.a. Ryan Wolfe. In de latere afleveringen blijkt het dat Cardoza's vrouw in Los Angeles (waar hij vandaan komt) is vermoord door een seriemoordenaar.
- Miami Dade Medisch onderzoeker dr. Tara Price, gespeeld door Megalyn Echikunwoke. De nieuwe Miami-Dade lijkschouwer. Ze komt Horatio's team versterken wanneer Alexx' opvolgster tijdens haar eerste zaak wordt neergeschoten. Ze is een knappe verschijning en dat zal Eric Delko geweten hebben, tot grote jaloezie van Natalia Boa Vista. Aan het eind van seizoen 7 wordt ze gearresteerd wegens het stelen van pillen.
- Miami Dade Medisch onderzoeker Dr. Alexx Woods (Khandi Alexander, seizoenen 1-6). Een Miami-Dade lijkschouwer. Alexx begon haar medische carrière in New York als apotheker en kwam naar Miami om persoonlijke redenen. Ze praat vaak met dode lichamen, wanneer ze deze bestudeert. Ze is getrouwd en heeft een jonge zoon en dochter. In seizoen 6, aflevering 19 verlaat Alexx het team omdat haar zoon betrokken raakte in een moordzaak en ze zich hierdoor realiseerde dat ze vaker bij haar vrienden en familie moest zijn in plaats van in het mortuarium.
- Miami Dade CSI Level 3 Detective Tim "Speed" Speedle (Rory Cochrane, seizoenen 1-2). Spooronderzoeker en expert in indrukken. Hij kwam oorspronkelijk uit Syracuse, New York, en had biologie gestudeerd aan de Columbia Universiteit. Speed kwam om in de eerste aflevering van seizoen 3 getiteld Lost Son. Hij werd neergeschoten door een verdachte toen zijn slecht onderhouden wapen dienst weigerde.
- Miami Dade CSI Level 3 Detective Megan Donner (Kim Delaney, seizoen 1, afleveringen 1-10). Horatio's voorganger die na de dood van haar man haar baan voor onbepaalde tijd verliet. Ze keerde even kort terug om met Horatio te werken maar ontdekte dat de werkdruk te veel voor haar was.

### Terugkerende personages
- MDPD-detective Yelina Salas (Sofia Milos, seizoenen 1,2,3,5,6,7). Een Colombiaanse moordzakendetective die vaak betrokken raakt bij CSI onderzoeken. Ze is de weduwe van Horatio’s broer Raymond. Ze krijgt een relatie met IAB Sergeant Rick Stetler, Horatio’s persoonlijke vijand. Toen Raymond nog bleek te leven vertrok ze met hem en haar zoon naar Brazilië. Ze dook weer op in seizoen 5 in de aflevering "Rio". In die aflevering reisden Caine en Delko af naar Rio om Antonio Riaz, die Caines vrouw (en Delko's zus) Marisol had vermoord te vangen. Na de dood van Raymond in Brazilië keerde ze met Ray jr. terug naar Miami, waar ze aan de kost komt als privédetective.
- Laboratoriumtechnicus Maxine Valera (Boti Ann Bliss, seizoenen 2-). DNA analist. Werd tijdelijk uit haar functie ontheven in seizoen 3, nadat ze een verkrachtingsslachtoffer per ongeluk in CODIS had gezet, maar keerde in seizoen 4 weer terug. Heeft de vervelende gewoonte tijdrovende klusjes zoals noteren van serienummers te omzeilen, wat haar verdacht maakte toen de FBI het lab doorzocht. Tevens vond ze Nick Stanton (Natalia's ex-man) erg aantrekkelijk.
- Julia Winston (Eberly) (Elizabeth Berkley, seizoen 6-). Een ex van Horatio waar hij een zoon mee heeft.
- Kyle Harmonn (Evan Ellingson, seizoen 6-). De zoon van Horatio en Julia die tot voor kort in het mortuarium heeft gewerkt bij Tara. Nu zit hij bij het leger.
- Laboratoriumtechnicus Joseph Kayle (Leslie Odom Jr., seizoen 2-).
- Laboratoriumtechnicus Aaron Peters (Armando Valdes-Kennedy, seizoen 3-), sporenlab medewerker.
- Laboratoriumtechnicus Cynthia Wells (Brooke Bloom).
- Laboratoriumtechnicus Tyler Jensen (Brian Poth), Audio/Visueel en Multimedia lab tech.
- Laboratoriumtechnicus Dan Cooper (Brendan Fehr, seizoen 4), Audio/Visueel lab tech.
- Geheime Dienst Special Agent Peter Elliott (Michael B. Silver, seizoenen 2-). Werkt met de financiële misdaaddivisie en heeft een zwak voor Calleigh Duquesne.
- Internal Affaires Bureau Agent Sergeant Rick Stetler (David Lee Smith, seizoen 2-). IAB Sergeant en Horatio’s persoonlijke vijand. Hij krijgt een relatie met Yelinda, maar die loopt stuk. Zijn haat tegen Horatio komt doordat Horatio in zijn plaats luitenant werd.
- WFOR-TV Journalist Erica Sykes (Amy Laughlin, seizoen 3-), een agressieve ambitieuze reporter voor het Miami CBS station, WFOR-TV. Haar methodes zijn vaak behoorlijk irritant voor het CSI-team. Het was Erica die aan Ryan meldde dat er een mol in het lab zat in een verwijderde scène die te zien was op de website van CBS.
- FBI Agent Glen Cole (Mark Rolston). Een FBI-agent die het onderzoek naar het lab leidde in seizoen 4. Hij keerde terug in seizoen 5 waarin hij werkte aan een zaak waar ook de Koreaanse overheid bij betrokken was. (afleveringen 425, "One of Our Own;" 503, "Death Pool 100").

### Voormalige terugkerende personages
- MDPD Detective Adell Sevilla (Wanda De Jesús, seizoen 1), een moordzakendetective die in 10 afleveringen meedeed.
- MDPD Detective John Hagen (Holt McCallany, seizoenen 1-3), een moordzakendetective met emotionele en psychologische problemen. Raymond Caines partner voordat die zijn dood in scène zette. Hij schoot zichzelf dood in het Ballistische lab aan het eind van seizoen 3.
- MDPD Officier Aaron Jessop (Joel West seizoen 4). Een patrouilleofficier. Hij kwam bij het team rond dezelfde tijd dat Ryan Wolfe werd overgeplaatst naar de CSI. Jessop kwam om door een handgranaat-boobytrap.
- Laboratoriumtechnicus Sam Belmontes (Cristian de la Fuente, seizoen 1-2), Chemisch analist lab tech.
- Laboratorium technicus Jim Markham (Joshua Leonard, seizoen 3), Ballistisch lab tech. Markham werd het hoofd van de ballistische afdeling toen Calleigh vertrok, maar hij werd al snel ontslagen toen bleek dat hij te snel wilde werken.
- State Attorney Rebecca Nevins (Christina Chang), Een officier van justitie die een korte relatie had met Horatio. Hij dumpte haar toen ze een deal maakte met een crimineel die verdacht werd van de moord op een agent en een reeks overvallen. Sinds die aflevering is ze niet meer gezien.
- State Attorney Monica West (Bellamy Young, seizoen 4). De officier van justitie die Nevins verving. Zij was degene die Boa Vista liet spioneren in het CSI-Lab, in de hoop bewijzen te vinden voor corruptie binnen het lab. Natalia bracht enkel positief nieuws naar buiten. Uit frustratie liet ze geld dat als bewijs diende stelen uit het lab zodat de FBI een onderzoek zou instellen. Ze werd ontmaskerd en gearresteerd.
- Marisol Delko Caine (née Delektorsky) (Alana de la Garza, seizoen 4). Erics jongere zus die leed aan leukemie. Ze trouwde na haar behandeling met Horatio. Ze werd echter vermoord door een sluipschutter en de moord bleek te zijn gepleegd in opdracht van een Mala Noche-baas genaamd Antonio Riaz. Horatio en Delko volgden hem naar Brazilië, alwaar Horatio hem doodstak in het gevecht dat begon tussen Delko en Riaz.
- Nick Townsend (Rob Estes, seizoen 5). Ex-man van Natalia Boa Vista. Nadat hij uit de gevangenis kwam ging hij werken bij een schoonmaakbedrijf gespecialiseerd in het opruimen van plaatsen delict. Hij zorgde ervoor dat hij altijd die plaatsen kreeg toegewezen waar zijn ex-vrouw ook werkte. Nick werd vermoord na een afspraakje met Maxine Valera. Hoewel Maxine en Natalia beiden werden verdacht, bleek de dader een man te zijn wiens vrouw een moord had begaan. Nick maakte de plaats delict schoon en stal daarbij een oorbel van de vrouw, en weigerde die terug te geven.
- Bob Keaton (Max Martini, seizoenen 2,3). Susies drugsdealende man.

## Rolverdeling
- Horatio Caine: David Caruso (2002 – 2012)
- Calleigh Duquesne: Emily Procter (2002 – 2012)
- Tim Speedle: Rory Cochrane (2002 – 2004)
- Eric Delko: Adam Rodriguez (2002 – 2010, 2010 – 2012)
- Megan Donner: Kim Delaney (2002)
- Ryan Wolfe: Jonathan Togo (2004 – 2012)
- Yelina Salas: Sofia Milos (2002 – 2010)
- Natalia Boa Vista: Eva LaRue (2006 – 2012)
- Frank Tripp: Rex Linn (2003 – 2012)
- Marisol Delko: Alana De La Garza (2005 – 2006)
- Alexx Woods: Khandi Alexander (2002 – 2008)
- Tara Price: Megalyn Echikunwoke (2009)
- Jesse Cardoza: Eddie Cibrian (2009 – 2010)
- Tom: Christian Clemenson (2009 – 2012)

## Trivia
- Aantal Hummers vernield (tot aflevering 10.05): 9
- Aantal mensen gedood door Horatio Caine (tot aflevering 10.05): 123

## Computerspel
CSI: Miami kreeg net als CSI: Crime Scene Investigation een computerspel gebaseerd op de serie: CSI: Miami.

## Prijzen en nominaties

### Prijzen
ASCAP Award:
- Top TV Series – 2006
- Top TV Series – 2005

ASC Award:
- Outstanding Achievement in Cinematography in Movies of the Week/Mini-Series'/Pilot for Network or Basic Broadcast TV, for episode "Cross Jurisdiction" (pilot episode) – 2003

Emmy Awards:
- Outstanding Stunt Coordination – 2007
- Outstanding Cinematography for a Single-camera Series – 2003

BMI Film & TV Awards:
- BMI TV Music Award – 2008
- BMI TV Music Award – 2005
- BMI TV Music Award – 2004
- BMI TV Music Award – 2003

California on Location Awards:
- Assistant Location Manager of the Year – Television (Teamsters Local 399) – 2007

Image Awards:
- Outstanding Supporting Actress in a Drama Series (Khandi Alexander) – 2005

Motion Picture Sound Editors:
- Best Sound Editing in Music for Television – Short Form, for episode "Rio" – 2007
- Best Sound Editing in Television Long Form – Sound Effects & Foley, for episode "Crimewave" – 2005

People's Choice Awards:
- Favorite Television New Dramatic Series – 2003

### Nominaties
Emmy Awards:
- Outstanding Sound Editing for a Series – 2007
- Outstanding Sound Editing for a Series – 2003

ACS Awards:
- Outstanding Achievement in Cinematography in Episodic TV Series for episode "Inside Out" – 2008
- Outstanding Achievement in Cinematography in Episodic TV Series for episode "Darkroom" – 2007

ALMA Awards:
- Outstanding Actor in a Drama Television Series (Adam Rodríguez) – 2008

Image Awards:
- Outstanding Supporting Actress in a Drama Series (Khandi Alexander) – 2007
- Outstanding Supporting Actress in a Drama Series (Khandi Alexander) – 2006
- Outstanding Drama Series – 2006

Imagen Foundation Awards:
- Best Supporting Actress – Television (Eva LaRue) – 2007
- Best Supporting Actress – Television (Eva LaRue) – 2006
- Best Supporting Actor – Television (Adam Rodríguez) – 2005

Motion Picture Sound Editors:
- Best Sound Editing in Sound Effects and Foley for Television – Short Form, for episode "Come As You Are" – 2007
- Best Sound Editing in Television Short Form – Dialogue and Automated Dialogue Replacement, for episode "Three-Way" – 2006
- Best Sound Editing in Television Short Form – Sound Effects & Foley, for episode "Urban Hellraisers" – 2006
- Best Sound Editing in Television Short Form – Sound Effects & Foley, for episode "Lost Son" – 2005
- Best Sound Editing in Television Episodic – Sound Effects & Foley, for episode "Grand Prix" – 2004

Young Artist Awards:
- Best Performance in a TV Series – Guest Starring Young Actor (Cole Petersen) for episode "Stand Your Ground" – 2008
- Best Performance in a Television Series – Guest Starring Young Actor (Alex Black) – 2005
- Best Performance in a TV Series – Guest Starring Young Actress (Sara Paxton) – 2004
- Best Performance in a TV Drama Series – Guest Starring Young Actor (Seth Adkins) – 2003
- Best Performance in a TV Drama Series – Guest Starring Young Actor (Raja Fenske) – 2003